# Gottfried Störmer

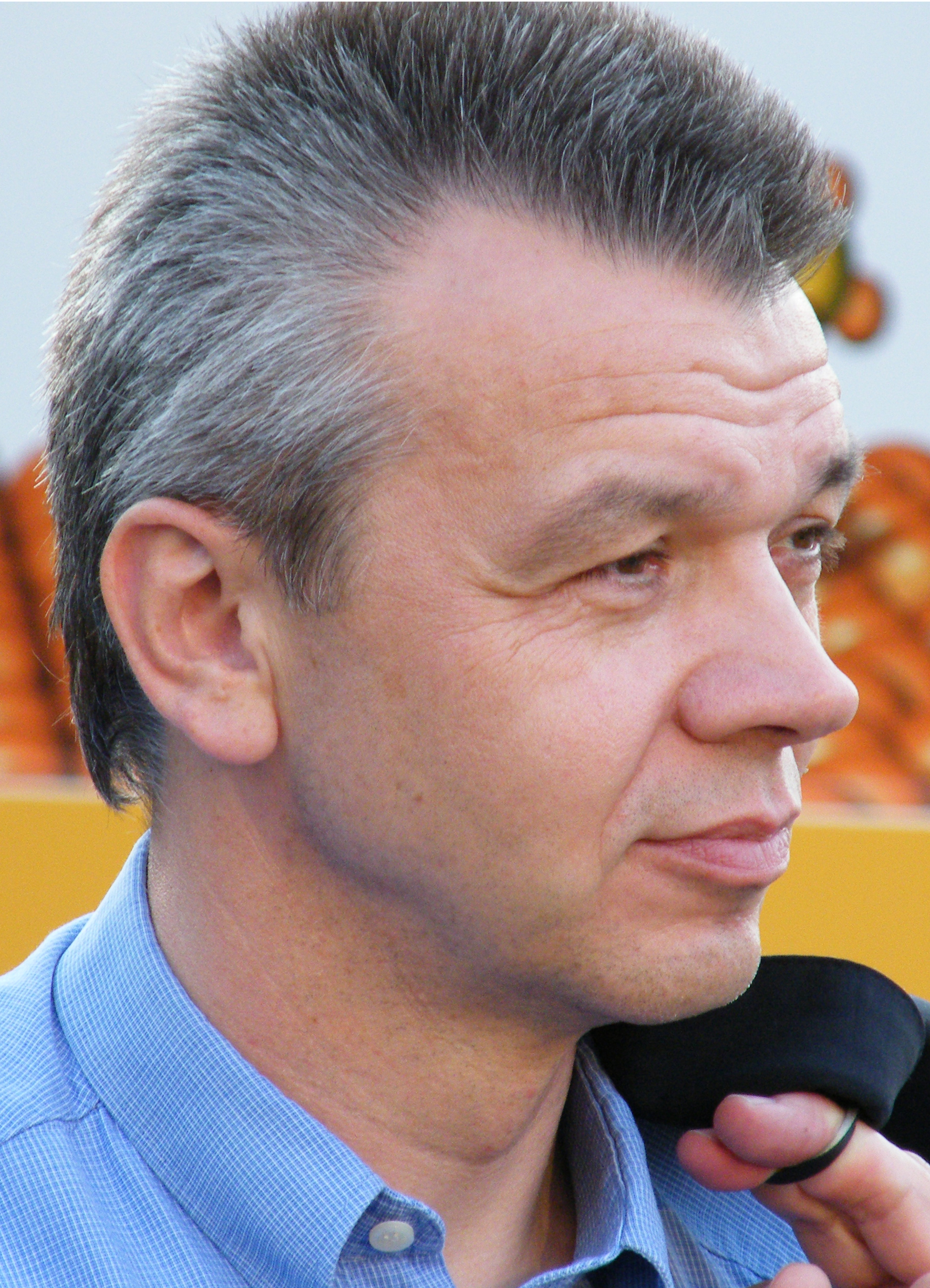
Gottfried Störmer (2008)

Gottfried Störmer (* 1959 in Lampertheim) ist ein deutscher Kommunalpolitiker und direktgewählter Bürgermeister seiner Heimatstadt Lampertheim.

## Werdegang
Störmer wuchs in Lampertheim auf und machte hier Abitur. Danach begann er ein BWL-Studium und ging dann zur Polizei. Bis 1987 gehörte er zur Bereitschaftspolizei in Wiesbaden, dann zum Kriminalpolizeilichen Ermittlungsdienst in Heppenheim und Darmstadt. Er hatte Leitungsfunktionen in Heppenheim, in Darmstadt, im Hessischen Landeskriminalamt sowie im Hessischen Ministerium des Innern und für Sport inne.
Von 1989 bis 1991 studierte er an der Verwaltungsfachhochschule der Polizei und für Verwaltung, Wiesbaden und qualifizierte sich damit für den gehobenen Polizeidienst. Zwischen 1995 und 1997 studierte er an der Polizeiführungsakademie, um sich für den höheren Polizeivollzugsdienst zu qualifizieren. Zuletzt war er als Leitender Kriminaldirektor stellvertretender Leiter im Personalreferat der hessischen Polizei im hessischen Innenministerium.
In einer Stichwahl um das Amt des Bürgermeisters von Lampertheim, das durch den Ruhestand seines Amtsvorgängers am 1. Dezember 2013 frei wurde, erhielt Gottfried Störmer am 6. Oktober 2013 bei 45,2 Prozent Wahlbeteiligung 59,3 Prozent der Stimmen. Nach einer ersten sechsjährigen Amtszeit folgte eine Wiederwahl für weitere sechs Jahre im Mai 2019. Er ist parteilos, aber die CDU und die FDP sprachen sich für ihn aus.